# Coyolles
Coyolles település Franciaországban, Aisne megyében. Lakosainak száma 366 fő (2022. január 1.). Coyolles Largny-sur-Automne, Villers-Cotterêts, Autheuil-en-Valois, Bargny, Boursonne, Cuvergnon, Gondreville, Ivors, Ormoy-le-Davien, Thury-en-Valois, Vauciennes és Vaumoise községekkel határos.

## Népesség
A település népességének változása:
| Lakosok száma | 212  | 323  | 370  | 351  | 376  | 349  | 344  | 362  | 365  | 366  |
|               | 1968 | 1982 | 1990 | 2006 | 2013 | 2015 | 2017 | 2019 | 2020 | 2022 |